# Passo della Greina
Il passo della Greina, in sursilvano Pass Crap, è un valico alpino situato a 2359 m s.l.m. che collega la valle di valle di Campo nel Canton Ticino con la Val Lumnezia nei Grigioni.

## Descrizione
Il sentiero che sale dal lato ticinese parte al termine di una strada carrozzabile a circa 2000 m s.l.m. Un servizio di auto postali porta gli escursionisti fino a questa quota. Il sentiero da questo versante è molto scosceso nella sua parte iniziale; superata a nord la capanna Scaletta, diventa meno ripido e penetra, superato il colle, nella valle che a 2200 m s.l.m. forma un altopiano.
Questo si estende per 6 km in un paesaggio unico sulle Alpi, una vera e propria tundra con delle formazioni rocciose bizzarre e un torrente che pigramente scende formando meandri e spiagge colorate. La flora nel breve periodo estivo è molto varia e coloratissima. Questo altopiano è iscritto nell'Inventario federale dei paesaggi, siti e monumenti naturali d'importanza nazionale (IFP).

## Curiosità
La roccia calcarea presente nella regione ha assunto per effetto dell'erosione forme bizzarre: molto ammirato nei pressi del passo un arco naturale con una lunghezza di circa quaranta metri.

### Galleria d'immagini

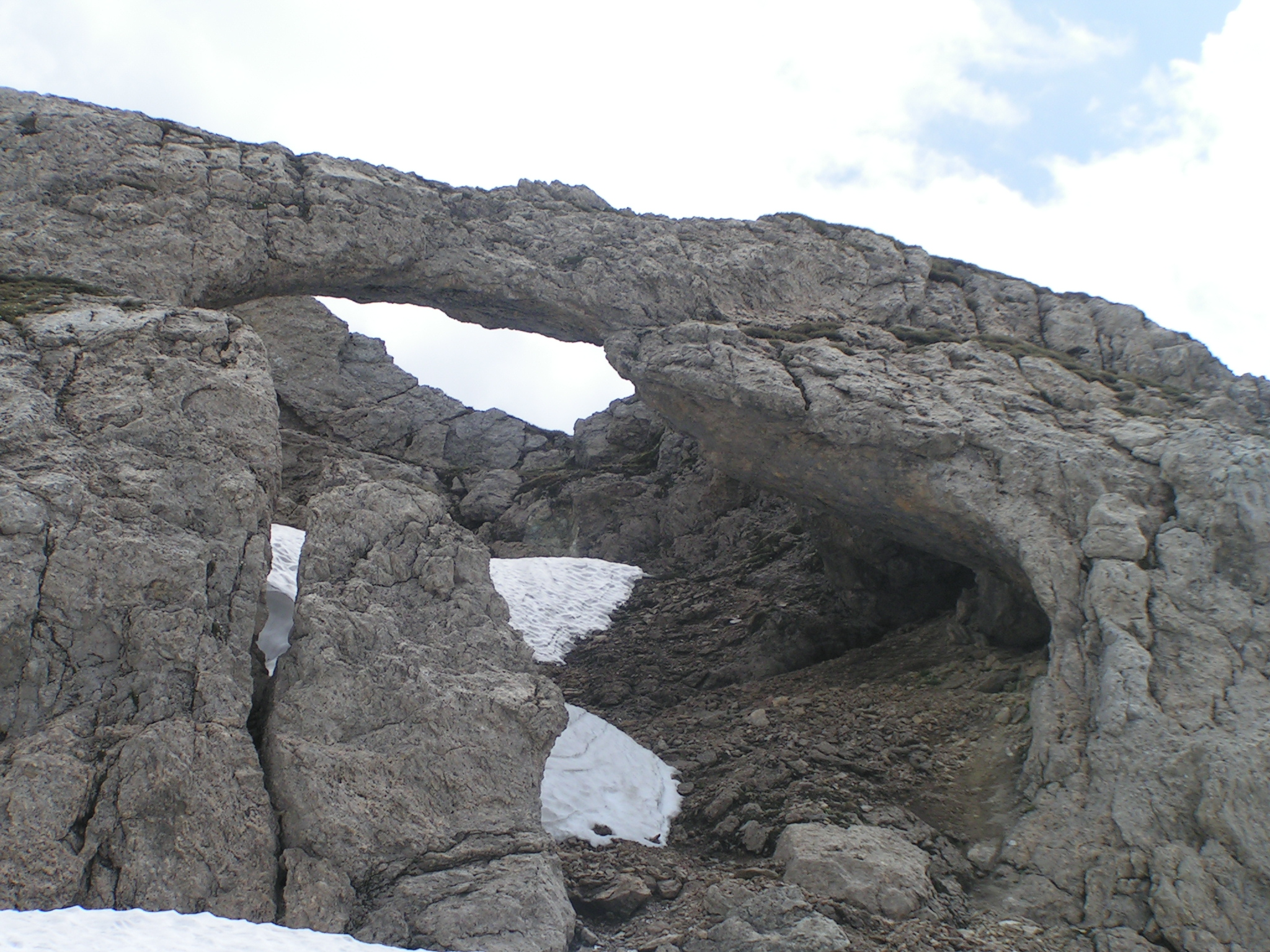
Arco naturale
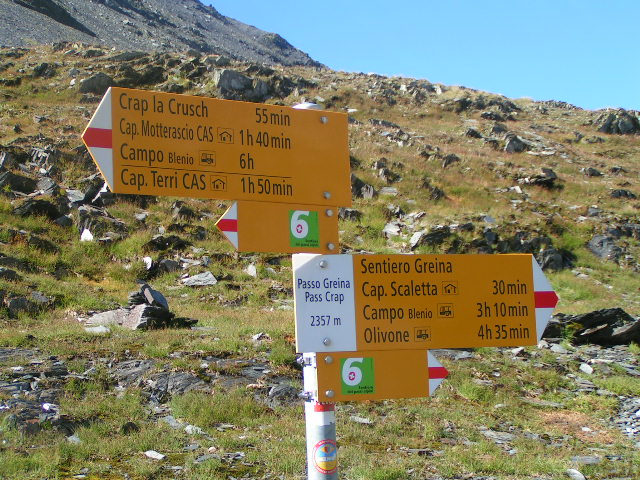
Segnaletica sul passo della Greina
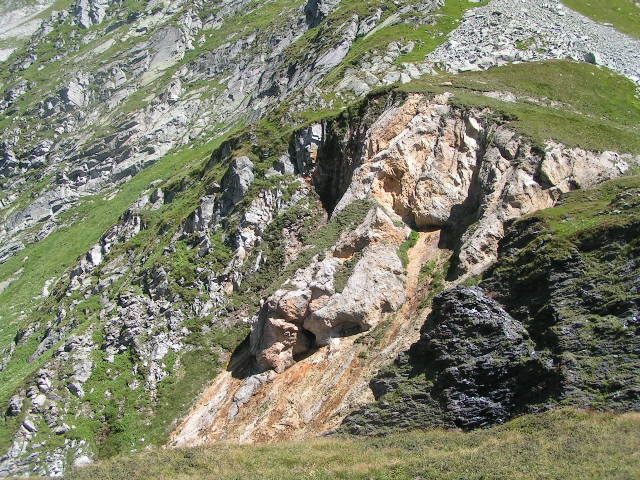
Rocce colorate sul passo della Greina
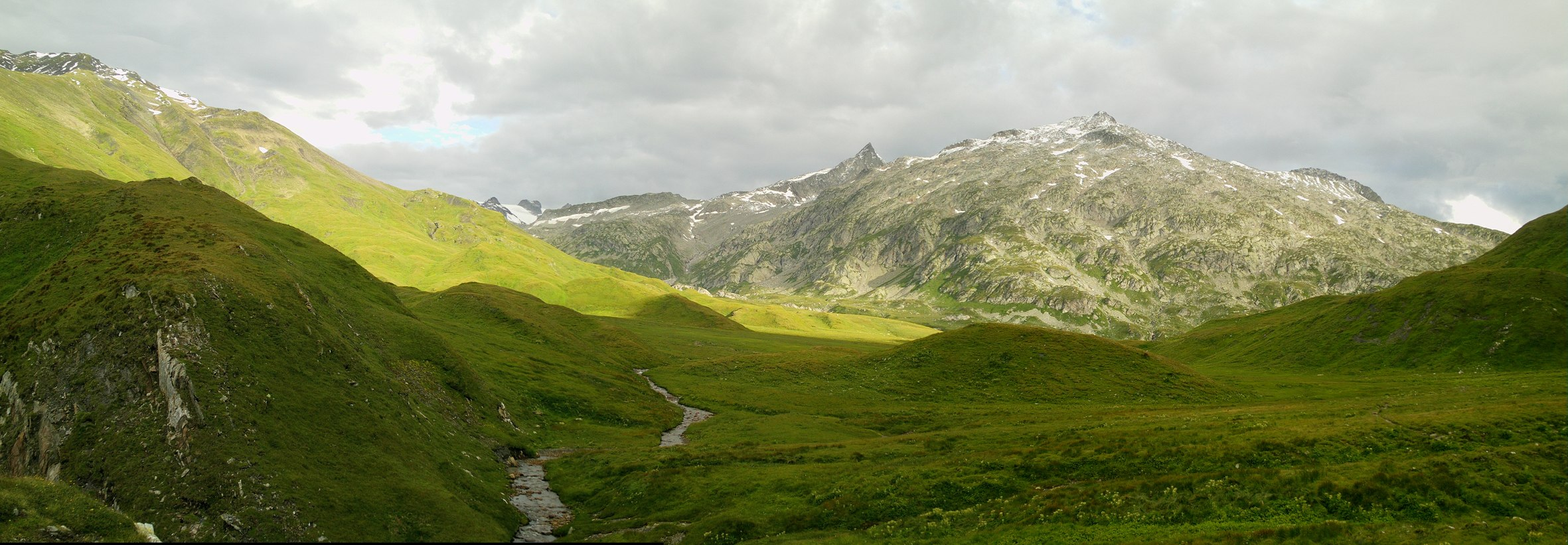
Panorama della Greina arrivando dalla capanna Motterascio